# Elmar Vlottes
Elmar Vlottes (Apeldoorn, 3 augustus 1989) is een Nederlands politicus namens de PVV. Sinds 6 december 2023 is hij lid van de Tweede Kamer der Staten-Generaal.
Vlottes stond op de 30e plek op de kandidatenlijst voor de Tweede Kamerverkiezingen van 2017 en behaalde 381 stemmen. Hij was van 11 april 2017 tot en met 20 december 2023 Provinciale Statenlid van Gelderland.
Hij studeerde rechten aan de HAN University of Applied Sciences en Nederlands recht aan de Radboud Universiteit.